# Cléville (Calvados)
Cléville è un comune francese di 350 abitanti situato nel dipartimento del Calvados nella regione della Normandia.

## Società

### Evoluzione demografica
Abitanti censiti